# Distrito electoral de Coulterville (condado de Randolph, Illinois)
Coulterville (en inglés: Coulterville Precinct) es un distrito electoral ubicado en el condado de Randolph en el estado estadounidense de Illinois. En el Censo de 2010 tenía una población de 1418 habitantes y una densidad poblacional de 25,92 personas por km².

## Geografía
Según la Oficina del Censo de los Estados Unidos, tiene una superficie total de 54.7 km², de la cual 53.77 km² corresponden a tierra firme y (1.7%) 0.93 km² es agua.

## Demografía
Según el censo de 2010, había 1418 personas residiendo. La densidad de población era de 25,92 hab./km². De los 1418 habitantes, estaba compuesto por el 96.12% blancos, el 1.27% eran afroamericanos, el 0.14% eran amerindios, el 0.71% eran asiáticos, el 0.28% eran isleños del Pacífico, el 0.21% eran de otras razas y el 1.27% pertenecían a dos o más razas. Del total de la población el 0.56% eran hispanos o latinos de cualquier raza.